# 金培達
金培達 ，MH（1961年8月23日—），香港男音樂人，流行歌曲及電影配樂創作者。先後憑電影《星願》、《忘不了》、《如果·愛》、《伊莎貝拉》、《十月圍城》、《武俠》、《寒戰》、《七月與安生》和《大樂師·為愛配樂》，11次獲得香港電影金像獎最佳原創電影音樂獎及最佳原創電影歌曲獎。現擔任伯樂音樂學院顧問。

## 背景
金培達祖籍上海，於香港出生，早年於香港島北角新都城大廈生活，有一名胞兄。而父親是一名夜總會鋼琴師。他在1966年獲仁伯英文學校取錄入讀小一年級，曾就讀掃桿埔聖瑪加利書院小學部。金培達於十三歲時移民美國，在三藩市留學，先停學一年，再入讀Benjamin Franklin Junior High School和 Mission High School。1982年完成高中便在三藩市州立大學修讀音樂系，主修作曲。後於1986年轉到Dick Grove School of Music攻讀作曲、編曲課程。1987年畢業後，他留在當地為北美華人基督徒音樂協會創作福音音樂。留美期間，他因同學經常邀請而到教會參加團契聚會，最後受洗成為基督徒。又在1981年透過基督徒歌唱組合「赤道」的成員郭多加與參加佈道演唱會認識了有「聖樂教父」之稱的吳秉堅，並與他一起共事，為香港基督徒音樂事工協會製作音樂。金培達在完成製作《齊唱新歌第9集》專輯之後便在1990年回到香港發展。此前分別在三藩市和洛杉磯居住了12年和4年。在香港發展事業初期，他因亞太區流行音樂創作比賽而認識了林志美，又因她的關係而認識了林慕德，不久加入Blue Max Production工作。其第一個參與編曲的作品為張衛健的歌曲《真真假假》，為該曲加上嗩吶部分的配樂。自此，金培達於香港任職編曲與作曲人。他在林慕德的製作室工作了一年多後轉投星工廠製作室，為廣告製作配樂。
後來在1995年，金培達認識了雷宇揚。由於對方參與《孽戀》的拍攝工作，且與金培達同對電影音樂感興趣，於是便介紹金培達予馬天尼娛樂集團董事長孫敬安，讓他開始為電影做配樂。金培達活躍於中港台三地樂壇，創作和監製流行歌曲，亦為多部電影配樂。除此之外，他曾嘗試花了九個月時間撰寫電影劇本。然而被出品人否決其電影點子而未能成事。現時主要集中於音樂劇方面創作。

## 獲得獎項
金培達於1999年首次憑《紫雨風暴》獲得第36屆金馬獎最佳原創音樂獎，2000年憑《星願》獲得第19屆香港電影金像獎最佳原創電影音樂及最佳原創電影歌曲。他於2003年再次憑《忘不了》三度獲得香港電影金像獎最佳電影原創音樂獎。2005年，他與高世章合作，憑《如果·愛》獲得第25屆香港電影金像獎最佳原創電影音樂。而他為此電影創作，由張學友演唱的同名主題曲《如果·愛》亦同時獲得最佳原創電影歌曲獎及香港作曲家及作詞家協會2006年CASH金帆音樂獎「CASH最佳歌曲大獎」。之後，金培達於2006年獲得國際性的音樂獎項，憑《伊莎貝拉》奪得第56屆柏林影展「最佳電影音樂銀熊獎」。
他於作曲界屢獲殊榮以外，還為政府創作宣傳歌曲，包括在2007年獲邀為香港特別行政區成立十周年紀念創作主題曲《始終有你》。同時為北京奧運會一周年創作倒數主題曲《We Are Ready》以及第二十九屆奧林匹克運動會馬術比賽主題曲《飛躍共舞》。
他在2008年獲香港特區政府頒授榮譽勳章以表彰其對香港樂壇的貢獻。此後，他仍有為社區活動創作歌曲，如於2009年被邀為香港舉行的第五屆東亞運動會撰寫運動會主題曲《衝出世界》和為中華人民共和國成立60周年撰寫主題曲《國家》。同年憑電影《十月圍城》與陳光榮一起獲得第29屆香港電影金像獎最佳原創電影音樂。
2010年11月，金培達獲香港特區政府頒授行政長官社區服務獎狀。翌年再與陳光榮憑《武俠》一起獲得第31屆香港電影金像獎最佳原創電影音樂及第6屆亞洲電影大獎最佳電影原創音樂獎。在2013年，金培達以個人名義憑電影《寒戰》三度獲得香港電影金像獎最佳電影原創音樂獎。除此之外，他以本身基督徒的身份，創作不少備受華人教會及基督徒歡迎的基督教詩歌，代表作包括《祢的愛》、《耶和華是愛》、《擁抱你》、《我要向山舉目》、《永恆的答問》（國）及《永恆的呼聲》（粵）。

## 歌曲作品

### 基督教詩歌
- 鍾國麗 - 永恆的呼聲（曲、詞，1983）
- 黃愷欣 - 耶和華是愛（曲，1997）
- 不再陌生（曲，1989）
- 葉富生 - 一綫曙光（曲，1989）
- 讚美主（曲，1990）
- 赤道 - 遠走高飛（曲，1989）
- 楊淑貞、蔣忠漢 - 伴你身旁（曲，1987）（與翁慧韻合譜）
- 劉向榮、郭多加 - 留不住的過去（曲，1989）

### 電影配樂
| 年度 | 名稱                     | 導演                         | 備註 |
| ---- | ------------------------ | ---------------------------- | --- |
| 1995 | 孽戀                     | 冼志偉                       | 不適用 |
| 1996 | 狂野三千響               | 鄧衍成                       | 不適用 |
| 1996 | 嫲嫲帆帆                 | 陳可辛                       | 與趙增熹和許愿聯合配樂 第16屆香港電影金像獎最佳原創電影音樂提名 |
| 1996 | 衝鋒隊：怒火街頭         | 陳木勝                       | 第16屆香港電影金像獎最佳原創電影音樂提名 |
| 1996 | 金枝玉葉2                | 陳可辛                       | 與趙增熹聯合配樂 |
| 1996 | 賭神3之少年賭神          | 王晶                         | 與劉祖德和林子揚聯合配樂 |
| 1997 | 夜半2點鐘                | 錢永強                       | 不適用 |
| 1997 | 一個好人                 | 洪金寶                       | 不適用 |
| 1997 | 完全結婚手冊             | 阮世生                       | 不適用 |
| 1997 | 高度戒備                 | 林嶺東                       | 不適用 |
| 1997 | 神偷諜影                 | 陳德森                       | 第17屆香港電影金像獎最佳原創音樂提名 與夏森美為電影聯合作曲《追星者》 |
| 1997 | 對不起，多謝你           | 張同祖                       | 在本劇中職務只為「音樂設計」 |
| 1998 | 生化壽屍                 | 葉偉信                       | 在本劇中職務兼任為「音樂設計」 與褚鎮東聯合配樂 |
| 1998 | 龍在江湖                 | 王晶                         | 不適用 |
| 1998 | 渾身是膽                 | 元奎                         | 不適用 |
| 1998 | 幻影特攻                 | 馬楚成                       | 不適用 |
| 1999 | 星願                     | 馬楚成                       | 第19屆香港電影金像獎最佳原創音樂 第19屆香港電影金像獎最佳原創電影歌曲 為電影作曲《星語心願》並由張柏芝演唱 |
| 1999 | 紫雨風暴                 | 陳德森                       | 第36屆金馬獎最佳原創電影音樂 第19屆香港電影金像獎最佳原創音樂提名 |
| 2000 | 東京攻略                 | 馬楚成                       | 為電影作曲、作詞 《heaven knows》並由金培達自己演唱 為電影作曲、作詞 《Aveturero》《From Now On》和《Rainbows In My Heart》並由JACKIE CHO演唱 |
| 2000 | 十二夜                   | 林愛華                       | 與許愿、趙增熹、劉祖德和人山人海聯合配樂 |
| 2000 | 鎗王                     | 羅志良                       | 在本劇中職務兼任為「音樂設計」( 與褚鎮東聯合) |
| 2000 | 夏日的麼麼茶             | 馬楚成                       | 第20屆香港電影金像獎最佳原創音樂提名 為電影作曲、作詞《Thinking of You》並由金培達自己演唱 |
| 2000 | 特警新人類2              | 陳木勝                       | 不適用 |
| 2001 | 特務迷城                 | 陳德森                       | 不適用 |
| 2001 | 願望樹                   | 麥兆輝                       | 為電影作曲《願望樹》並由谷祖琳演唱 |
| 2001 | 芭拉芭拉櫻之花           | 馬楚成                       | 為電影作曲、編曲《唯一危彩》和《Para Para Sakura》並由郭富城演唱 |
| 2001 | 買兇拍人                 | 彭浩翔                       | 為電影作曲、編曲《買兇拍人奶奶拉版》並由張達明、葛民輝演唱 |
| 2001 | 驚天大逃亡               | 霍耀良                       | 在本劇中職務兼任為「音樂設計」 與褚鎮東聯合配樂 |
| 2002 | 異度空間                 | 羅志良                       | 另與褚鎮東聯合編曲 為電影作曲、作詞《Carry On》電影並由陳美鳳演唱 |
| 2002 | 三更之回家               | 陳可辛                       | 不適用 |
| 2002 | 金雞                     | 趙良駿                       | 為電影編曲 《噢 金雞》並由吳君如、曾志偉、杜汶澤演唱 為電影編曲《when a child is born》並由黃日華演唱 |
| 2003 | 失憶𠝹女王               | 馬楚成                       | 為電影作曲、編曲《愛的天使》並由蔡依林和安志杰演唱 為電影作曲、編曲《你為何》和《我很怕黑》並由蔡依林演唱 為電影作曲、編曲《不再怕黑》並由安志杰和周逸演唱 為電影作曲、編曲《邂遇》並由應采兒演唱 為電影作曲、編曲《拖拖你的手》並由古天樂和應采兒演唱                             |
| 2003 | 大丈夫                   | 彭浩翔                       | 與褚鎮東聯合配樂 為電影編曲《大丈夫》並由EO2演唱 |
| 2003 | 忘不了                   | 爾冬陞                       | 第23屆香港電影金像獎最佳原創音樂 第23屆香港電影金像獎最佳原創電影歌曲 為電影作曲、監製《忘了忘不了》並由張柏芝演唱 |
| 2003 | 尋找周杰倫               | 林愛華                       | 不適用 |
| 2003 | 金雞2                    | 趙良駿                       | 在本劇中職務兼任為「音樂設計」 與黃偉年聯合配樂 |
| 2004 | 飛鷹                     | 馬楚成                       | 不適用 |
| 2004 | 這個阿爸真爆炸           | 邱禮濤                       | 在本劇中職務兼任為「音樂設計」 與褚鎮東和黃偉年聯合配樂 |
| 2004 | 旺角黑夜                 | 爾冬陞                       | 不適用 |
| 2004 | 我要做Model              | 谷德昭                       | 為電影作曲、編曲、監製《Beautiful People》並由鄭中基演唱 |
| 2004 | 柔道龍虎榜               | 杜琪峯                       | 不適用 |
| 2005 | 精武家庭                 | 馮德倫                       | 不適用 |
| 2005 | 早熟                     | 爾冬陞                       | 不適用 |
| 2005 | 千杯不醉                 | 爾冬陞                       | 為電影作曲/監製《只為了你醉》和《千杯不醉》並由楊千嬅演唱 |
| 2005 | 童夢奇緣                 | 陳德森                       | 第25屆香港電影金像獎最佳原創電影歌曲提名 為電影作曲《下次不敢》並由劉德華演唱 |
| 2005 | 如果·愛                  | 陳可辛                       | 與高世章聯合配樂 第25屆香港電影金像獎最佳原創音樂 第25屆香港電影金像獎最佳原創電影歌曲 第43屆金馬獎最佳原創電影音樂提名 為電影作曲《美麗故事》並由池珍熙和金城武演唱 為電影作曲《外面》並由周迅演唱 為電影作曲《假如》並由張學友和池珍熙演唱 為電影作曲《如果·愛》並由張學友演唱 |
| 2006 | 伊莎貝拉                 | 彭浩翔                       | 第56屆柏林影展最佳電影音樂銀熊獎 第26屆香港電影金像獎最佳原創音樂 |
| 2006 | 詭絲                     | 蘇照彬                       | 第43屆金馬獎最佳原創電影音樂提名 |
| 2007 | 門徒                     | 爾冬陞                       | 第27屆香港電影金像獎最佳原創音樂提名 |
| 2007 | 寶葫蘆的秘密             | 楊小仲、朱家欣、鍾志行       | 動畫電影 為電影作曲、與褚鎮東編曲《一人一夢》並由張含韻演唱 |
| 2007 | 投名狀                   | 陳可辛                       | 與陳光榮、Chatchai Pongprapaphan、高世章聯合配樂 第27屆香港電影金像獎最佳原創音樂提名 |
| 2007 | 破事兒                   | 彭浩翔                       | 不適用 |
| 2009 | 流浪漢世界盃             | 關信輝                       | 與王建威聯合配樂 為電影編曲/監製《燭光》並由孫耀威演唱 為電影監製《We Will Rock You》並由David Law演唱 |
| 2009 | 新宿事件                 | 爾冬陞                       | 不適用 |
| 2009 | 十月圍城                 | 陳德森                       | 與陳光榮聯合配樂 第29屆香港電影金像獎最佳原創音樂 |
| 2010 | 鎗王之王                 | 爾冬陞                       | 不適用 |
| 2010 | 劍雨                     | 蘇照彬                       | 第30屆香港電影金像獎最佳原創音樂提名 第5屆亞洲電影大獎最佳原創音樂提名 |
| 2010 | 狄仁傑之通天帝國         | 徐克                         | 第30屆香港電影金像獎最佳原創音樂提名 |
| 2010 | 戀人絮語                 | 尹志文、曾國祥               | 不適用 |
| 2011 | 兔俠傳奇                 | 孫立軍                       | 動畫電影 為電影作曲《我和我不同》並由孫楠演唱 |
| 2011 | 武俠                     | 陳可辛                       | 與陳光榮聯合配樂 第31屆香港電影金像獎最佳原創音樂 第6屆亞洲電影大獎最佳原創音樂 |
| 2011 | 極速天使                 | 馬楚成                       | 與王建威聯合配樂 |
| 2012 | 逆戰                     | 林超賢                       | 不適用 |
| 2012 | 寒戰                     | 陸劍青、梁樂民               | 與王建威聯合編曲 第32屆香港電影金像獎最佳原創音樂 |
| 2013 | 愛神                     | 花明                         | 在本劇中職務兼任為「音樂設計」 與王建威聯合配樂 |
| 2013 | 北京遇上西雅圖           | 薛曉路                       | 與王建威聯合編曲 |
| 2013 | 中國合夥人               | 陳可辛                       | 第12屆長春影展最佳音樂提名 |
| 2013 | 聖誕玫瑰                 | 楊采妮                       | 不適用 |
| 2013 | 宮鎖沉香                 | 潘安子                       | 為電影作曲/監製、編曲《笑春風》並由胡維納演唱 為電影作曲/監製、編曲《太愛你》並由劉忻演唱 |
| 2013 | 逃出生天                 | 彭氏兄弟                     | 與王建威聯合配樂 |
| 2013 | 四大名捕II               | 陳嘉上、秦小珍               | 不適用 |
| 2013 | 愛情無全順               | 賴俊羽                       | 不適用 |
| 2013 | 風暴                     | 袁錦麟                       | 為電影作曲/監製、編曲、作詞《Where Your Dreams Abide》並由陳美鳳演唱 |
| 2014 | 香港仔                   | 彭浩翔                       | 第34屆香港電影金像獎最佳原創音樂提名 |
| 2014 | 白髮魔女傳之明月天國     | 張之亮                       | 不適用 |
| 2014 | 四大名捕大結局           | 陳嘉上、秦小珍               | 不適用 |
| 2014 | 一個人的武林             | 陳德森                       | 不適用 |
| 2015 | 兔俠傳奇 2               | 董大可                       | 動畫電影 為電影作曲《兔俠功夫操》並由鳳凰傳奇演唱 |
| 2015 | 一路驚喜                 | 金依萌、潘安子、章家瑞、宋迪 | 為電影作曲《到處都是愛》並由蕭敬騰演唱 |
| 2015 | 赤道                     | 陸劍青、梁樂民               | 為電影作曲/編曲/監製《赤色壯舉》並由張學友和崔始源演唱 |
| 2015 | 最後一枝蠟筆             | 翁偉微、亨利潘               | 與倫偉傑聯合配樂 |
| 2015 | 我是路人甲               | 爾冬陞                       | 為電影監製《要你的祝福》並由李潇潇演唱 |
| 2016 | 北京遇上西雅圖之不二情書 | 薛曉路                       | 不適用 |
| 2016 | 寒戰II                   | 陸劍青、梁樂民               | 第36屆香港電影金像獎最佳原創電影音樂提名 |
| 2016 | 七月與安生               | 曾國祥                       | 與波多野裕介聯合配樂 第36屆香港電影金像獎最佳原創電影音樂 第11屆亞洲電影大獎最佳原創電影音樂提名 |
| 2016 | 三少爺的劍               | 爾冬陞                       | 不適用 |
| 2017 | 春嬌救志明               | 彭浩翔                       | 與黃艾倫和翁瑋盈聯合配樂 |
| 2017 | 心理罪之城市之光         | 徐紀周                       | 不適用 |
| 2018 | 大樂師·為愛配樂          | 馮志強                       | 為電影作曲《沒聽過的歌》並由鄭中基演唱 第37屆香港電影金像獎最佳原創電影音樂提名 第37屆香港電影金像獎最佳原創電影歌曲 |
| 2018 | 歐洲攻略                 | 馬楚成                       | 兼任為「音樂製作」與為音樂「配器」 |
| 2019 | 媽閣是座城               | 李少紅                       | 兼任為音樂「配器」 |
| 2019 | 回到過去擁抱你           | 花明                         | 在本劇中職務兼任為「音樂總監」 與祈峰聯合配樂作曲 |
| 2019 | 烈火英雄                 | 陳國輝                       | 不適用 |
| 2019 | 保持沉默                 | 周可                         | 不適用 |
| 2019 | 犯罪現場                 | 馮志強                       | 不適用 |
| 2019 | 我的拳王男友             | 杜琪峯                       | 為電影作曲/編曲和監製《我期待》、《老地方》、《你是我的英雄》並由劉艾立演唱 |
| 2020 | 征途                     | 陳德森                       | 兼任為音樂「編曲/配器」 |
| 2020 | 麥路人                   | 黃慶勳                       | 第39屆香港電影金像獎最佳原創電影音樂及歌曲提名 為電影作曲《灰色星塵》並由郭富城演唱 |
| 2021 | 穿過寒冬擁抱你           | 薛曉路                       | 兼任為音樂「編曲/配器/鍵盤」 |
| 2022 | 海的盡頭是草原           | 爾冬陞                       | 不適用 |
| 2024 | 臨時劫案                 | 麥啟光                       | 僅擔任音樂顧問 |

### 电视配樂
- 2002年：《萧十一郎》主题曲:《转弯》
- 2003年：《梅花檔案》配樂及主題曲：《第幾次愛你》
- 2010年：《神话》插曲：《记得彩虹》
- 2011年：《一激音樂》片頭配樂
- 2013年：《烽火佳人》片頭曲《最壞時候遇見最好的你》作曲，由陳鍵鋒和阿魯阿卓演唱；片尾曲《愛你如命》作曲，並由阿魯阿卓演唱
- 2016年：《致單身男女》主題曲《致未來的你》作曲，並由楊千嬅演唱
- 2024年：《燃烧吧，梦想》配樂，主題曲《跟着夢想飛》作曲編曲，由阿生演唱；

### 舞台音樂
- 2001年：《海闊天空》（2001年香港藝術節委約作品）
- 2003年：《獨行俠與亂世佳人》（2003年香港藝術節委約作品）
- 2005年：《唯獨你是王》音樂劇
- 2006年：《月亮七個半》
- 2006年：《亞伯拉罕的眼淚》
- 2007年：《留著愛》音樂劇（2007年香港藝術節委約作品）
- 2011年：《燃燒國度2011》（主題曲）
- 2012年：《天龍八部》音樂劇
- 2013年：《媽媽再愛我一次》音樂劇
- 2014年：《愛上鄧麗君》音樂劇
- 2014年：《逆風》音樂劇
- 2015年：《啊！鼓嶺》音樂劇
- 2015年：《猶太人在上海》音樂劇
- 2018年：《愛在星光里》音樂劇
- 2018年：《唯獨你是王2》音樂劇
- 2021年：《在那遙遠的地方2514》音樂劇
- 2021年：《在遠方》音樂劇
- 2021年：《趙氏孤兒》音樂劇
- 2023年：《日新》音樂劇（香港藝術節委約作品）
- 2023年：《哈姆雷特》音樂劇
- 2025年：《讓世界看見》音樂劇

### 流行音樂
1991年
| - 呂 珊 - 每當變幻時（編） |

1992年
| - 呂 珊 - 陪著你走（編） - 呂 珊 - 戲劇人生（編） - 周慧敏 - Invite Me To Dance（編） - 張衛健 - 真真假假（編） - 張衛健 - 弊傢伙（編） - 張衛健 - Thunder（編） - 張衛健 - 一夜忘了吧（編） | - 張衛健 - 一世陪伴你（編） - 張衛健 - I Love You（編） - 張衛健 - 在你心上（編） - 張衛健 - 痛別離（編） - 張衛健 - 真真假假（Remix）（編） - 張衛健 - 弊傢伙（Remix）（編） - 張衛健 - 哎吔哎吔親親你（編） - 曾航生 - 想念你（曲、編） |

1993年
| - 張衛健 - 戀愛遊戲（編） - 張衛健 - 大頭佛（編） - 張衛健 - 甜蜜如軟糖（編） - 張衛健 - 自白書（編） - 張衛健 - 做滿100分（編） - 張衛健 - My Girl（編） - 張衛健 - Happy Birthday（編） - 張衛健 - 絕望（編） - 張衛健 - 煙雨情濃（編） - 郭富城 - Merry Christmas（編） | - 曾航生 - 越是痴心越是傷心（編） - 曾航生 - 離開我（編） - 曾航生 - 愛的傳說（編） - 劉錫明 - 無論是錯對（曲、編） - 劉錫明 - Moshi Moshi Moshi（曲、編） - 劉錫明 - 如夢非夢（曲、編） - 劉錫明 - 請你不要誤會我（曲、編） - 劉錫明 - 砂丘之女（曲、編） - 劉錫明 - 無論再十年（曲、編） |

1994年
| - 吳奇隆 - 不羈的女人（曲、編） - 周慧敏 - 送給季節（編） - 風火海 - 愛症狀（編） - 風火海 - 愛你太深（編） - 翁倩玉 - 海鷗（編） - 翁倩玉 - 溫情滿人間（編） | - 翁倩玉 - 祈禱（編） - 陳德容 - 半醉（編） - 彭家麗 - 最愛一次（編） - 鄭秀文 - 時間地點人物（編） - 黎 明、周慧敏 - 愛到最後（曲） - 蘇有朋 - 最愛你的人（曲、編） |

1995年
| - 江希文 - 心滿意足（編） - 江希文 - 人各自我（編） - 吳君如 - Happy Birthday送我給你（曲／編） - 吳君如 - 起過風（編） - 吳君如 - 認真玩結婚（編） - 吳君如 - 祝你好運（編） - 吳君如 - 情人處處吻（編） | - 風火海 Feat. 莫文蔚 - Day Day 小鳥（曲） - 翁倩玉 - 愛的迷戀/魅せられて（編） - 康 賢 - 反叛的女人（編） - 梁漢文 - 女人用水造（編） - 梁漢文 - 風聲（編） - 許志安 - 最完美的畫面（編） - 鄭伊健 - 我不了解你（編） |

1996年
| - 林子祥 - 答案（編） - 梁漢文 - 呼吸（編） - 梁漢文 - 失戀一萬次（曲／編） | - 陳小春 - 百分之百的女孩（編） - 黎瑞恩 - 豐采依然（編） |

1997年
| - 古巨基 - 最後一舞（曲／編） - 何超儀 - 說謊的女人（編） - 何超儀 - 有事（編） - 吳倩蓮 - 愛…過後（編） - 梁漢文 - 戀後（編） | - 梁漢文 - 依依（編） - 陳奕迅 - 跟我走好嗎（編） - 陳奕迅 - 今天等我來（編） - 黃浩詩 - 如在這刻需要我（編） - 楊采妮 - 痛快（編） |

1998年
| - 陳奕迅 - 相信相依（編） - 劉德華 - 火焰心（編） | - 劉德華 - 壞東西（編） - 黎 明 - 每次星光閃爍（曲） |

1999年
| - 陳奕迅 - 一個人（曲） - 張柏芝 - 星語心願（曲） - 劉德華 - 拉鋸戰（編） | - 劉德華 - 分開不要在雨天（曲、編） - 謝霆鋒 - I Believe（編） |

2000年
| - 李彩華- 一眼驚喜（獨唱版）（編） - 李彩華、古天樂 - 一眼驚喜（編） - 張國榮 - 侯斯頓之戀（編） - 陳冠希 - 要來便來（曲／編／監） - 陳冠希 - Heroes（曲／編／監） | - 陳奕迅 - 我感激（編） - 劉德華 - I'm Easy（編） - 劉德華 - 心藍（曲） - 歐倩怡 - Get It Right（編） - 張栢芝、高雪嵐 - 咫距一寸（曲／編） |

2001年
| - 李奇駱 - Love Forever（監） - 李奇駱 - 到底你愛不愛我（監） - 李奇駱 - 天曉得（監） - 袁耀發 - 抽煙（監） - 袁耀發 - 親愛的你在哪裡（編／監） - 袁耀發、陳曉淇 - 次序（監） - 馬浚偉 - 3"07"（曲／編／監） - 馬浚偉 - 曾經有人（曲／編／監） - 馬浚偉 - 過渡期（監） - 馬浚偉 - 我最關心（編／監） - 馬浚偉 - 重視你（編／監） - 張家輝 - 寧願最傷心的給我自己（曲／編／監） - 張家輝 - 顧家輝（曲／編／監） - 張家輝 - 有愛易辦事（曲／監／劉祖德、金培達編） - 張家輝 - 別把傷心回憶放進行李（曲／編） - 梁詠琪 - 喜劇收場（監） - 郭富城 - 美麗戰友（監） - 郭富城 - Para Para Sakura（曲／編／監） - 郭富城 - 唯一色彩（曲／編／監） - 郭富城 - Para Para Sakura（國）（曲／編／監） - 陳奕迅 - Shall We Talk（編） - 陳奕迅 - 天使的禮物（金培達、陳輝陽編） - 陳奕迅 - 大開眼戒（編） | - 陳曉淇 - You're My Only One（編／監） - 陳曉淇 - 原諒（監） - 傅珮嘉 - 口渴（監） - 傅珮嘉 - 我太好人（編／監） - 傅珮嘉 - 美食有罪（曲／編／監） - 傅珮嘉 - 刀鋸美人（監） - 傅珮嘉 - 感覺未來（監） - 湯鈞禧 - 只要你留下來（監） - 湯鈞禧 - 這一秒（監） - 劉德華 - 天馬行空（曲） - 劉德華、吳君如 - 愛君如夢（曲／編） - 劉德華、鍾依澄 - 整體（曲／編） - 歐倩怡 - 如果這是愛（編） - 謝霆鋒 - 孔雀（曲） - 鍾 汶 - 刺蝟（金培達、辛偉力編） - 鍾 汶 - 賠償（金培達、辛偉力編） - 鍾 汶 - 這也不對那也不對（金培達、辛偉力編） - 鍾 汶 - 依依不捨（金培達、辛偉力編） - 鍾 汶 - 過冬（監） - 鍾 汶 - 難題（金培達、陳偉文編／金培達監） - 鍾 汶 - 徘徊（金培達、陳偉文編／金培達監） |

2002年
| - Twins - 跅跅步哈姆太郎（編／監） - Twins - 200%咒語（編／監） - 谷祖琳 - 我有權投（曲／編／監） - 谷祖琳 - 願望樹（曲／編／監） - 梁詠琪 - 你救哪一個（編／監） - 梁詠琪 - 白蟻（編） - 郭富城 - 十指緊扣（編） - 郭富城 - 剛柔流（監） - 郭富城 - 我勇敢（監） - 郭富城 - 掌紋（監） - 郭富城 - 盜亦有道（監） - 陳小春 - 不歡而散（監） - 陳小春 - 一句到尾（編／監） | - 陳小春 - 至高無上（監） - 陳小春 - 失戀王（編／監） - 陳小春 - 耳邊風（監） - 陳小春 - 臭草（曲／編／監） - 陳小春 - 大地回春（監） - 陳小春 - 失戀王（God Save The King）（編／監） - 黃伊汶 - 人．情．味（曲／編） - 鄭秀文 - 今日幾號（編） - 鄭秀文 - 心肝命椗（陳輝陽、金培達編） - 鄭秀文 - 輸得漂亮（曲／編） - 鄭秀文 - 現在幾點（編） - 謝霆鋒 - 一毫子（編） |

2003年
| - Shine Feat. 苦榮 - 熱血廢人（監） - 谷祖琳 - 假如愛有天意（監） - 梁詠琪 - 兩個人的幸運（曲／編／監） - 梁詠琪 - 向左走 向右走（曲／編／監） - 郭富城 - 錯愛的呼喚（監） - 郭富城 - MJ（監） - 郭富城 - 誓不再會（曲／監） | - 郭富城 - 殺手23（監） - 陳小春 - 依然（編／監） - 趙芬妮 - 小象與大象（粵）（編） - 鄭秀文 - 越吻越傷心（監） - 鄭秀文 - 美麗的誤會（編） - 鄭秀文 - 每天愛你少一些（編／監） |

2004年
| - EO2 - 大丈夫（編） - 余文樂 - 生還者（監） - 余文樂 - 南拳（監） - 余文樂 - 雷霆傘兵（曲／監） - 余文樂 - 護衛（監） - 余文樂 - 人民英雄（曲／監） - 余文樂 - 生還者（Acoustic Mix）（監） - 余文樂 - 堅強（曲／監） - 李克勤 - 六呎風雲（編） | - 李克勤 - 聽傷口說話（曲／編／監） - 李克勤 - 別舞（曲／監） - 李克勤 - 時差（監） - 林心如 - 半生緣（編／監） - 林心如 - 擦身而過（編／監） - 梁詠琪 - 散心（監） - 陳小春 - 分流（監） - 董敏莉 - 我問我（曲／編／監） - 劉浩龍 - 雙贏（監） - 鄭 融 - 失蹤主角（曲／監） |

2005年
| - 王菀之 - 原來如此（監） - 余文樂 - 晴天行雷（監） - 余文樂 - 識笑識走（監） - 余文樂 - 一二三紅綠燈（監） - 余文樂 - 名牌（監） - 余文樂 - 下一次真愛（監） - 余文樂 - 南拳（國）（監） - 余文樂 - 風雨（監） - 余文樂 - 交換（監） - 余文樂 - 原因（監） - 余文樂 - 角落（監） - 周 迅 - 外面（曲／監） | - 張學友 - 如果愛（曲／編／監） - 張學友、池珍熙 - 命運曲（曲／編） - 郭富城 - 親愛的（監） - 郭富城 - I Am Aaron Kwok（監） - 郭富城 - 富城主義（監） - 陳小春 - 風流（監） - 楊千嬅 - 我的醉愛（曲／監） - 楊千嬅 - 只為了你醉（曲／監） - 劉德華 - 下次不敢（曲） - 鄭中基 - 星光伴我心（曲／編／監） - 薛凱琪 - 從金銀島寄來的信（監） |

2006年
| - 2R - 沽清愛情（監） - 李克勤 - 天水、圍城（監） - 李克勤 - 公主太子（監） - 李克勤 - 肉麻（監） - 李克勤 - 香港仔（監） - 李克勤 - 粒粒皆幸福（監） - 李克勤 - 情比紙薄（監） - 李克勤 - Paris Hilton（監） - 李克勤 - 時代廣場（曲／監） - 李克勤 - 九龍皇后（監） - 李克勤 - 一場兄弟（監） - 李克勤 - 情非首爾（監） - 李克勤 - 仍是老地方（監） - 周麗淇 - 迎接失戀（曲／監） - 區文詩 - 深藏國度（編） - 張敬軒 - Hurt So Bad（監） | - 張敬軒 - 偷故事的人（監） - 張敬軒 - 兩座位跑車（監） - 張敬軒 - 無需要太多（監） - 張敬軒 - 遇見神（監） - 梁洛施 - 伊莎貝拉（曲／監） - 梁詠琪 - 等人（曲／監） - 梁詠琪 - 今年仲夏（監） - 郭富城 - 親愛的（國）（監） - 陳小春 - 神不守舍（曲／監） - 陳小春 - 多謝你騙我（監） - 陳慧琳 - Happy Girl（曲／監） - 鄭希怡 - 當玫瑰遇上真愛（監） - 鄭 融 - 過馬路（監） - 鄧麗欣 - 十分.愛（曲／監） - 鄧麗欣、方力申 - 十分.愛（曲／監） |

2007年
| - 郭富城 - 舞林正傳（監） - 郭富城 - 舞林正傳（國）（監） - 趙芬妮 - 小象與大象（國）（編） - 趙芬妮 - Sweet Sweet Life（曲／編） | - 周 蕙 - 學會（監） - 周 蕙 - 分岔路口（監） - 周 蕙 - Darling（監） - 陳柏宇 - 斷絕來往（監） - 陳柏宇 - 永久保存 |

2008年
| - 可 嵐 - 女生不哭（監） - 可 嵐 - 愛麗絲（監） - 可 嵐 - 眼淚無用（監） - 可 嵐 - 感官記憶（監） - 高皓正 - 真心唱歌（監） - 陳柏宇 - Mr. Adult（監） - 陳柏宇 - Moonlight Express（監） | - 陳柏宇 - 理智與感情（監） - 麥浚龍 - 寫得太多（監） - 麥浚龍 - 假使不可一起安息（監） - 麥浚龍、倫永亮 - 寫得太多（監） - 麥浚龍、倫永亮 - 寫得太多（Too Much Mix）（監） - 劉浩龍 - 火花不等人（監） - 劉浩龍 - 射程範圍（曲／監） |

2009年
| - 任賢齊 - 愛你在傷口（曲／監） - 任賢齊 - 别戀我（粵）（監） - 那 英 - 愛的旅程（曲） - 林志美 - 美麗笑臉（曲） - 胡杏兒 - 同情分（曲／監） - 容祖兒 - 祖國兒女（曲／監） - 徐偉賢 - 理想國（監） - 張敬軒 - 未來的回憶（曲／監） - 莫鎮賢 - Let It Out（曲／編） - 郭富城 - 聽傲江湖（曲／監） - 陳柏宇 - 逸後（曲／監） | - 陳柏宇 - 拍一半拖（監） - 陳柏宇 - 無可厚非（監） - 陳柏宇 - 遲愛（監） - 陳柏宇 - 秘密（監） - 陳柏宇 - 感情課（監） - 麥浚龍 - Never Said Goodbye（監） - 劉德華 - 最好的朋友（國）（曲） - 鄭伊健 - 時日（曲／監） - 周 蕙、成 龍 - 自己的電影（監） - 羅敏莊 - 美麗傳奇（曲） |

2010年
| - Twins - 成長（曲／監） - Twins - 成長（國）（曲／監） - 張靚穎、林俊傑 - 我飛故我在（曲） - 梁詠琪 - 岸處風光（監） - 梁詠琪 - 和平散去（監） - 梁詠琪 - 一刻擁友（監） | - 郭富城 - 永遠愛不完（監） - 郭富城 - 脈搏（監） - 郭富城 - 一直都在（曲／監） - 郭富城 - I'm your man（監） - 郭富城 - 永遠愛不完（2010 X'mas mix）（監） |

2011年
| - 李溪芮 - 你唱过的歌（曲／監） - 韋 雄 - 工體北門 5：00AM（曲） - 張靚穎 - 真愛的味道（曲） - 郭富城、章子怡 - 一直都在（曲／監） - 金智娟 - 曙光（曲／金培達、金智娟、威廉詞） | - 陳柏宇 - 尊嚴（曲／監） - 陳柏宇 - 望遠方（曲／監） - 裕 美 - 如果我可以（曲／金培達、Jim Ling編） - 鄭希怡、鍾舒漫、張致恒、關智斌、李進羿、王祖藍 - 有這一天（曲） - 蕭敬騰 - 悲愛（曲） |

2012年
| - 王祖藍、泳兒、張致恒、鍾舒漫、許靖韻、馮允謙、梁雨恩、張彥博 - 聖誕聯歡會（曲、監） | - 蕭敬騰 - 純金打造（曲／編） |

2013年
| - 郭富城 - 天機密語（曲／編／監） - 郭富城 - 我一直走（曲／編／監） | - 陳鍵鋒、阿魯阿卓 - 最壞時候遇上最好的你（曲） |

2014年
| - 鍾舒漫、馮允謙、謝文雅、彭紀諺、ETERNITY - Dedicate My All（國際版）（曲） |

2015年
| - 张学友 - 赤色壯舉（國）（曲／編／監） | - 张学友、崔始源 - 赤色壯舉（曲／編／監） |

2016年
| - 郭富城 - 就是孫悟空（曲／編／監） | - 楊千嬅 - 致未來的你（國）（曲） |

2017年
| - 陳明憙 - 濃霧（監） - 陳明憙 - 畫布（監） - 陳明憙 - 天空說（監） | - 鄭中基 - 沒聽過的歌（曲／監） - 顏卓靈 - 惡女（監） |

2018年
| - 陳明憙 Feat. 鄭中基 - 放下（監） | - 顏卓靈 - 沒有人是孤島（曲／編／監） |

2020年
| - 郭富城 - 灰色星塵（曲／編／監） |

2022年
| - 阿雲嘎 - 海的盡頭是草原（曲／編／監） |

2025年
| - 陳健安 - 出院途中（曲／編／監） |

### 其他
| 年度 | 名稱                     | 備註                                      |
| ---- | ------------------------ | ----------------------------------------- |
| 2003 | 愛滋病教育短片愛在陽光下 | 為短片任音樂總監 為主題曲《同行》任製作人 |
| 2006 | 愛與夢的家               | 香港城市大學李兆基堂主題曲                |
| 不詳 | 和諧之聲                 | 香港中文大學和聲書院院歌                  |

## 參演電影作品
- 2001年：買兇拍人 飾 MTV 被殺目標
- 2007年：破事兒 飾 黃先生
- 2010年：劍雨 飾 黃將軍
- 2014年：一個人的武林 飾 警司

## 資料來源
1. ↑  . 香港01. 2018-12-04  [2019-02-11]. （原始内容存档于2020-10-22）.
2. ↑  . 東方日報. 2010-08-26  [2019-02-11]. （原始内容存档于2022-10-26）.
3. ↑  . 信報. 2018-12-17  [2019-02-11]. （原始内容存档于2019-07-01）.
4. ↑  . 華僑日報. 1966-07-25: 14  [2021-11-15]. （原始内容存档于2021-11-15）.
5. ↑  . 身心美第61期.   [2019-02-11]. （原始内容存档于2020-12-01）.
6. ↑  . 家．生活. 2015-01-12  [2019-02-11]. （原始内容存档于2019-07-01）.
7. ↑   (PDF). 天使心. 2006-06-01  [2019-02-11]. （原始内容存档 (PDF)于2020-11-27）.
8. ↑  . 政府新聞虛. 2006-02-20  [2019-02-11]. （原始内容存档于2020-11-25）.
9. ↑  . 有線寬頻. 2008-07-04  [2019-02-11]. （原始内容存档于2019-07-01）.
10. ↑  . youtube.   [2015-07-15]. （原始内容存档于2023-10-06）.